# Lezley Zen

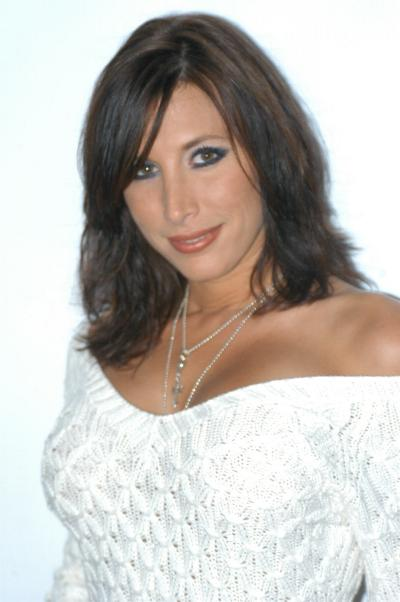
Lezley Zen (2006)

Lezley Zen (* 19. Februar 1974 in Charleston, South Carolina als Tanya Cannon) ist eine US-amerikanische Pornodarstellerin, die zeitweilig auch als Schauspielerin arbeitete.

## Leben
Vor ihrer Karriere in der Pornobranche arbeitete Zen in Charleston als Geschäftsführerin eines Restaurants eines Westin-Hotels sowie eines italienischen Restaurants. Nach ihrer Scheidung nahm sie an Bikini- und Wet-T-Shirt-Wettbewerben teil. Sie lernte Trevor Zen, einen Personal-Trainer, kennen und begann mit ihm zusammenzuarbeiten.
Durch Kontakte lernte sie die Regisseure Brad Armstrong und Jonathan Morgan von Wicked Pictures kennen. Ihr erster Film war „Serenity’s Roman Orgy“ im Jahre 2001. Seitdem spielte sie in ca. 150 Filmen mit und wurde von der Agentur LA Direct Models vertreten. Bekannte Pornofilme mit Lezley sind „Diary of a MILF“, „I Dream of Jenna“, „Cheating Housewives“ und „Curse Eternal“. Sie wurde in fünf Jahren für einen AVN Award nominiert und gewann 2005 in der Kategorie „Best Supporting Actress“.
2006 zog sie sich aus dem Hardcore-Genre zurück und versuchte sich als Schauspielerin. Dabei spielte sie auch in Softcore-Filmen für Playboy TV, HBO, Cinemax und Showtime. Auf der Kinoleinwand war sie 2009 im Drama Buffalo Bushido von Peter McGennis in der Rolle der Shanda zu sehen. 2010 kehrte sie in die Pornoindustrie zurück.
Sie lebt derzeit in Miami, Florida und hat zwei Kinder (* 1994 und 1997).

## Auszeichnungen

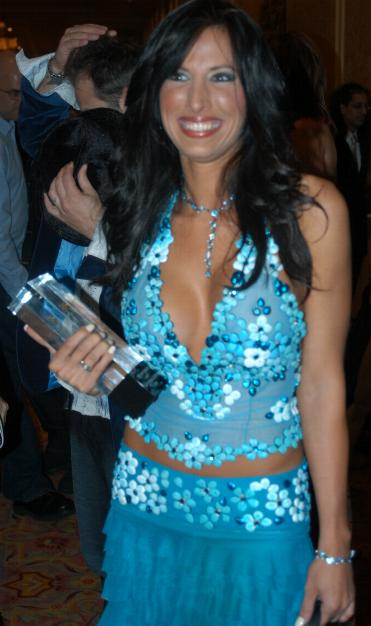
Lezley Zen mit ihrem AVN Award (2005)

- 2005: AVN Award als Best Supporting Actress – Film für Bare Stage

## Filmografie (Auswahl)
- 2002: I Dream of Jenna
- 2002: Rush
- 2002: Porn Star
- 2002: Lady Fellatio 2: Desperately Seeking Semen
- 2003: Hercules – Held ohne Hose
- 2003: Talk Dirty
- 2003: Nina Hartley's Private Sessions 9
- 2003: Leather Bound Dykes From Hell 23
- 2003: Summer Girlz Spanked
- 2004: Teenage Cavegirl
- 2004: Eye Of The Beholder
- 2005: Curse Eternal
- 2005: Perfect Life
- 2005: Secrets of the Velvet Ring
- 2008: Big Tits at Work 4
- 2009: Big Tits at School 3
- 2010–2019: Seduced By a Cougar 15, 54
- 2010: Moms In Control 10
- 2012: Mommy Got Boobs 13, 14
- 2012: Tonight’s Girlfriend 3
- 2012: Countdown
- 2014: Hardcore MILFs
- 2015: Hardcore Heaven
- 2015: Nina Knows! Best Of Series 5: Masturbation, Foot Fun & Toys
- 2015: Sisterhood
- 2015: Moms In Control
- 2016: Cum To Mommy
- 2016: Cougar Sightings
- 2016: Sporty Sluts
- 2016: Punish My Pussy
- 2017: My First Sex Teacher 54
- 2017: Moms Lick Teens 9, 11
- 2018: Naughty Office 55
- 2018: Cougar Sightings 3
- MILFs Like It Big 3, 9, 13
- My Friend’s Hot Mom 80, 73, 34, 26
- Big Tits in Uniform 3
- Cheating Housewives